# 多米尼克·阿迪亚
多米尼克·阿迪亚（英語：Dominic Adiyiah，1989年11月29日—），是一名加纳足球运动员，司職前鋒、翼鋒，現時效力于乌克兰球会基辅阿森纳。

## 球會生涯
艾迪耶亞在費耶諾德學院開始他的職業生涯，於2006年升上一隊。不久便轉投獅心，在那裡他在聯賽合共上陣24次取得11個入球，並入選加納聯賽全明星隊，他更成為2006-07年聯賽最有價值球員。2008年8月6日，艾迪耶亞轉會至挪威足球超级联赛球隊費德列斯達。8月30日，在對陣阿里辛特的賽事中獲得上陣機會。
在2009年世界青年足球錦標賽中艾迪耶亞表現出色，吸引了意甲勁旅AC米蘭注意。2009年10月，報導指艾迪耶亞將於冬季轉會期加盟AC米蘭。2009年11月1日，AC米蘭總經理加利亞尼證實了這消息。只等待冬季轉會期開放及通過體檢後便會正式加盟。
但2011年居然沦落到土乙卡西亚卡踢球，2012年夏天米兰将其出售给乌克兰首都球会基辅阿森纳。

## 國家隊
自2008年開始，艾迪耶亞已入選加納U-20。他的第一場比賽是於08年3月30日對尼日爾U-20。艾迪耶亞入選加納U-20參加在埃及舉行的2009年世界青年足球錦標賽。他出色的表現協助球隊晉身決賽，2009年10月16日決賽對陣巴西U-20，雙方在法定時間打成0-0，要以互射十二碼分勝負，最終加納U-20以4-3擊敗巴西U-20首次奪得世界青年足球錦標賽冠軍。艾迪耶亞以8個入球赢得金靴獎，其出色的表現也赢得賽事的金球獎及最有價值球員。
2009年11月3日，艾迪耶亞首次成為加納大國腳，入選了於11月15號友誼賽對馬里的名單。他也入選了2010年非洲國家盃的名單，並協助球隊奪得亞軍。
2010年南非世界杯1/4决赛对乌拉圭的比赛里阿迪亚替补上阵，表现尚可，但是在点球大战里他罚丢了加纳队的最后一个点球，最终球队饮恨出局。

## 榮譽

### 個人
- 2007年加納聯賽最有價值球員
- 2008年加納聯賽最有驚喜球員
- 2009年世界青年足球錦標賽 金球奖
- 2009年世界青年足球錦標賽 金靴奖
- 2009年世界青年足球錦標賽 最有价值球员

### 球會
費德列斯達
- 挪威足球超级联赛 亞軍：2008[13]

### 國家隊
- 2009年世界青年足球錦標賽 冠军